# پیترز (فلوریدا)
پیترز (به انگلیسی: Peters) یک منطقهٔ مسکونی در ایالات متحده آمریکا است که در شهرستان میامی-دید، فلوریدا واقع شده‌است.